# ムン・グニョン
ムン・グニョン（文瑾瑩、ハングル表記：문근영、1987年5月6日 - ）は、韓国の女優。光州広域市出身。光州国際高等学校卒業。成均館大学校国語国文学科卒業。身長165 cm、体重45 kg、血液型B型。高い人気を持ち、韓国ではテレビドラマ『秋の童話』や『明成皇后』に出演し、「国民の妹」と呼ばれた。本貫は南平文氏。

## 来歴
- 1999年に短編ドキュメンタリー映画『路上にて』でデビュー。
- 2000年に放送されたKBSドラマ『秋の童話』に子役として出演。
- 2003年にはKBS大河ドラマ『明成皇后』で、明成皇后の少女時代役に抜擢された。
- 2005年秋の大学入試では各大学が争奪戦を繰り広げ、成均館大学校に入学した。専攻は文学。
- 日本でも2000年頃から全国で放送されたドラマ『秋の童話』を機に、その後も多くの出演映画が公開された。
- 2008年、社会福祉団体に対し2003年から通算で8億5千万ウォンの寄付をしていたことが判明した[9]。
- 2008年には、『風の絵師』のシン・ユンボク役で男装をした女性を演じ、史上最年少でSBS演技大賞を受賞した。

## 出演

### テレビドラマ
- 秋の童話（2000年、KBS） - ウンソ（少女時代）役
- メディカルセンター（2000年 - 2001年、SBS） - チョン・ジナ役
- 人生は美しい（2001年、KBS） - スジョン（少女時代）役
- 明成皇后（2001年 - 2002年、KBS） - 明成（ミョンソン）皇后（少女時代）役
- 妻（2003年、KBS） - ハン・ミンジュ役
- 風の絵師（2008年、SBS） - シン・ユンボク（申潤福）役
- シンデレラのお姉さん（2010年、KBS） - ソン・ウンジョ（ク・ウンジョ）役
- メリは外泊中（2010年、KBS） - ウィ・メリ役
- 清潭洞＜チョンタムドン＞アリス（2012年 - 2013年、SBS） - ハン・セギョン役
- 火の女神ジョンイ（2013年、MBC） - ユ・ジョン（テピョン）役
- アチアラの秘密（2015年、SBS） - ハン・ソユン役
- アントラージュ（2016年、tvN） - ムン・グニョン役
- 君のハートを捕まえろ!～Catch the Ghost～（原題：幽霊を捕まえろ）（2019年、tvN） - ユ・リョン ／ ユ・ジン役（一人二役）
- 記憶の海角＜ヘガク＞（2021年、KBS2） - オ・ウンス役

### 映画
- 永遠の片想い（原題：恋愛小説）（2002年）
- 箪笥（原題：薔薇、紅蓮）（2003年）
- マイ・リトル・ブライド（原題：幼い新婦）（2004年） - 本作で " 国民の妹 " の地位を不動のものにする
- ダンサーの純情（2005年）
- 愛なんていらない（英題：Love Me Not）（2006年）
- 王の運命 -歴史を変えた八日間-（2015年）

## 受賞歴
- 第42回大鐘賞 人気賞（2005年「ダンサーの純情」）
- 第29回黄金撮影賞 最優秀女優賞（2006年「ダンサーの純情」）
- SBS演技大賞 大賞/ベストカップル賞/10大スター賞（2008年「風の絵師」）
- 第45回百想芸術大賞 TV部門 最優秀女優演技賞（2009年「風の絵師」）
- KBS演技大賞 最優秀女優演技賞/人気賞/ベストカップル賞（2010年「シンデレラのお姉さん」、「メリは外泊中」）